# Медаль Заслуг за порятунок від небезпеки (Ольденбург)

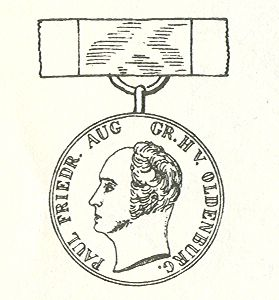
Аверс медалі.

Медаль Заслуг за порятунок від небезпеки (нім. Verdienstmedaille für Rettung aus Gefahr) — нагорода Великого герцогства Ольденбург, заснована 17 січня 1848 року великим герцогом Августом I для нагородження осіб, які ризикували життям або доклали значних зусиль заради порятунку чужого майна.

## Опис
Кругла срібна медаль. На аверсі зображений профіль засновника нагороди, оточений його іменем PAUL FRIEDR. AUG GR.H V. OLDENBURG (укр. Пауль Фрідріх Август, Великий герцог Ольденбурзький), на реверсі — напис FÜR RETTUNG AUS GEFAHR (нім. За порятунок від небезпеки), обрамлений вінком з дубового листя.
Медаль носили на лівому боці грудей на темно синій стрічці з вузькими червоними смугами біля країв.